# Гіперболічна група
У теорії груп, точніше в геометричній теорії груп, гіперболічна група, також відома як словникова гіперболічна група або гіперболічна група Громова, — скінченнопороджена група зі словниковою метрикою, що задовольняє певним властивостям, абстрагованим від класичної гіперболічної геометрії.
Поняття гіперболічної групи було введено та досліджено Михайлом Громовим (1987).
Дослідження Громова опиралися на безліч існуючих математичних теорій: гіперболічну геометрію, а також низькорозмірну топологію (зокрема на результати Макса Дена щодо фундаментальної групи гіперболічної поверхні Рімана і набагато складніші поняття топології) і комбінаторну теорію груп.
У визначній (близько 1000 цитувань) роботі 1987 року Громов запропонував далекосяжну дослідницьку програму.
Ідеї та фундаментальні поняття у теорії гіперболічних груп також беруть свій початок із робіт Джорджа Мостоу, Вільяма Терстона, Джеймса В. Канона, Еліяха Ріпса та багатьох інших.

## Означення
Нехай {\displaystyle G} — скінченнопороджена група, а {\displaystyle X} — граф Келі відносно деякої скінченної множини генераторів {\displaystyle S}.
Множина {\displaystyle X} з метрикою графа (в якому ребра мають одиничну довжину, а відстань між двома вершинами — мінімальна кількість ребер на шляху, що їх з'єднує), що перетворює її в простір довжини.
Тоді група {\displaystyle G} називається гіперболічною, якщо {\displaystyle X} — гіперболічний простір у сенсі Громова.
Коротко це означає, що існує {\displaystyle \delta >0} таке, що будь-який геодезичний трикутник в множині {\displaystyle X} належить {\displaystyle \delta }-трубці, як це продемонстровано на рисунку (простір тоді називається {\displaystyle \delta }-гіперболічним).
Здається, що це означення залежить від вибору скінченнопороджуючої множини {\displaystyle S}.
Що це не так, випливає з двох наступних фактів:
- графи Келі, що відповідають двом породжуючим множини груп, завжди квазіізометричні один одному;
- будь-який геодезичний простір, який є квазіізометричним геодезичному гіперболічному простору Громова, сам є гіперболічним простором Громова.

Таким чином, можна правомірно говорити про скінченнопороджену групу {\displaystyle G}, як про гіперболічну групу без посилання на породжуючу множину.
З іншого боку, простір, який є квазіізометричним {\displaystyle \delta }-гіперболічному простору, є сам {\displaystyle \delta '}-гіперболічним для деякого {\displaystyle \delta '>0}, але останнє залежить як від початкового {\displaystyle \delta }, так і від квазіізометрії, таким чином, нема необхідності говорити, що група {\displaystyle G} є {\displaystyle \delta }-гіперболічною.

## Зауваження
Лема Шварца–Мільнора стверджує, що якщо група {\displaystyle G} діє цілком розривно та компактно факторизована (така дія зазвичай називається геометричною) на просторі власної довжини {\displaystyle Y}, тоді ця група є скінченнопородженою, і будь-який граф Келі групи {\displaystyle G} є квазіізометричним простору {\displaystyle Y}.
Отже, група є (скінченнопородженою і) гіперболічною, тоді й лише тоді, коли вона має геометричну дію на власному гіперболічному просторі.
Якщо {\displaystyle G'\subset G} є підгрупою скінченного індексу (тобто множина {\displaystyle G/G'} — скінченна), тоді включення індукує квазіізометрію на вершинах будь-якого локально-скінченного графа Келі {\displaystyle G'} в будь-який локальний скінченний граф Келі {\displaystyle G}.
Таким чином, підгрупа {\displaystyle G'} є гіперболічною тоді й лише тоді, якщо група {\displaystyle G} сама є гіперболічною.
Більше того, якщо дві групи є співвимірними, то одна є гіперболічною тоді й лише тоді, коли друга також є гіперболічною.

## Приклади

### Елементарні гіперболічні групи
Найпростішими прикладами гіперболічних груп є скінченні групи (графи Келі яких мають скінченний діаметр, а тому є {\displaystyle \delta }-гіперболічними з {\displaystyle \delta }, що дорівнює діаметру).
Іншим простим прикладом є скінченна циклічна група {\displaystyle \mathbb {Z} }: граф Келі для {\displaystyle \mathbb {Z} } відносно породжучої множини {\displaystyle \{\pm 1\}} є прямою такою, що всі трикутники є відрізками прямих і граф є {\displaystyle 0}-гіперболічним.
З цього випливає, що довільна майже циклічна група (містить копію групи {\displaystyle \mathbb {Z} } скінченного індексу) також є гіперболічною, наприклад, нескінченна діедральна група.
Члени такого класу груп часто називаються елементарними гіперболічними групами (назва адаптована з термінології дій на гіперболічній площині).

### Вільні групи і групи, що діють на деревах
Нехай {\displaystyle S=\{a_{1},\ldots ,a_{n}\}}  — скінченна множина і {\displaystyle F} — вільна група з породжуючою множиною {\displaystyle S}.
Тоді граф Келі групи {\displaystyle F} відносно множини {\displaystyle S}  — локально скінченне дерево і, отже, {\displaystyle 0} — гіперболічний простір.
Таким чином, {\displaystyle F} — гіперболічна група.
У більш загальному випадку, будь-яка група {\displaystyle G}, яка діє цілком розривно на локально скінченному дереві (в даному контексті це означає, що стабілізатори групи {\displaystyle G} у вершинах є скінченними), є гіперболічною.
Дійсно, це випливає з факту, що група {\displaystyle G} має інваріантне піддерево, на якому група діє з компактним впорядкуванням, і леми Шварца–Мільнора.
Такі групи насправді майже вільні (тобто, містять скінченно породжену вільну підгрупу скінченного індексу), що і дає інше доведення їх гіперболічності.
Цікавим прикладом є модулярна група {\displaystyle G={\rm {SL}}_{2}(\mathbb {Z} )}: вона діє на дерево, яке задане 1-комплексом пов'язаної мозаїки гіперболічної площини, і вільну підгрупу (на двох генераторах) скінченного індексу 6 (наприклад, такою підгрупою є множина матриць в групі {\displaystyle G}, які зводяться до одиничної за модулем 2).
Звернемо увагу на особливість цього прикладу: група діє цілком розривно на гіперболічний простір (гіперболічну площину), проте дія не є кокомпактною (і дійсно група {\displaystyle G} не є квазіізометричною до гіперболічної площини).

### Групи Фукса
Основна стаття: Група Фукса
Група Фукса, яка узагальнює приклад модулярної групи, — група, що допускає цілком розривну дію на гіперболічній площині (еквівалентно, дискретна підгрупа групи {\displaystyle \mathrm {SL} _{2}(\mathbb {R} )}).
Гіперболічна площина є {\displaystyle \delta }-гіперболічним простором і, отже, згідно леми Шварца–Мільнора, кокомпактні групи Фукса є гіперболічними.
Прикладами таких гіперболічних груп є фундаментальні групи замкнених поверхонь від'ємної характеристики Ейлера.
Насправді, ці поверхні можна отримати як фактор-структури гіперболічної площини, що випливає з теореми уніформізації Пуанкаре–Кебе.
Інша сім'я прикладів кокомпактних груп Фукса — групи трикутника: усі, окрім деякої скінченної кількості, є гіперболічними.

### Від'ємна кривина
Узагальнюючи приклад замкнутих поверхонь, фундаментальні групи компактних ріманових многовидів зі строго від'ємними кривинами у двовимірному напрямку є гіперболічними.
Наприклад, кокомпактні ґратки в ортогональній або унітарній групі з сигнатурою {\displaystyle (n,1)} є гіперболічними.
Подальше узагальнення визначається групами, які допускають геометричну дію на CAT(k) просторі.
Існують приклади, які неспіввимірні з жодною з попередніх конструкцій (наприклад, групи, що діють геометрично на гіперболічних конструкціях).

### Групи малого скорочення
Основна стаття: Теорія малого скорочення
Групи, що мають представлення, які задовольняють умовам малих скорочень  — гіперболічні.
Це дає джерело прикладів, які не мають геометричного походження, як ті, що були наведені вище.
Насправді одним із стимулів для початкового розвитку гіперболічних груп було надати більше геометричних інтерпретацій малого скорочення.

### Випадкові групи
Основна стаття: Випадкова група
У деякому сенсі «більшість» скінченно представлених груп з великими визначальними співвідношеннями є гіперболічними.
Для кількісного означення того, що це означає, див. Випадкова група.

### Приклади негіперболічних груп
- Найпростішим прикладом групи, яка не є гіперболічною, є вільна абелева група рангу 2 {\displaystyle \mathbb {Z} ^{2}}. Насправді, ця група є квазіізометрична до евклідового простору, який, очевидно, не є гіперболічною (оскільки, наприклад, існують гомотетії).

- У загальному випадку, будь-яка група, що містить {\displaystyle \mathbb {Z} ^{2}} як підгрупу, не є гіперболічною[4][5]. Зокрема, ґратки[en] напівпростих груп Лі вищого рангу та фундаментальні групи {\displaystyle \pi _{1}(S^{3}\setminus K)} нетривіальних доповнень вузла потрапляють до цієї категорії і тому не є гіперболічними. Це також буде у випадку відображення класів груп[en] замкнених гіперболічних поверхонь.

- Групи Баумслага–Солітара {\displaystyle B(m,n)} і будь-яка група, що містить підгрупу ізоморфну деякій групі {\displaystyle B(m,n)}, не є гіперболічними (оскільки {\displaystyle B(1,1)=\mathbb {Z} ^{2}}, то це є узагальненням попереднього прикладу).

- Нерівномірна ґратка в простій групі Лі рангу 1 є гіперболічною тоді й лише тоді, коли група ізогенна групі {\displaystyle {\rm {SL}}_{2}(\mathbb {R} )} (або еквівалентно, асоційований симетричний простір є гіперболічною площиною). Прикладом цього є гіперболічні груп вузлів. Іншим прикладом є групи Бьянкі[en], наприклад, група {\displaystyle \mathrm {SL} _{2}({\sqrt {-1}})}.

## Властивості

### Алгебраїчні властивості
- Гіперболічні групи задовольняють альтернативу Тітса: вони, або майже розв'язні (цю можливість задовольняють лише елементарні гіперболічні групи), або вони мають підгрупу ізоморфну неабелевій вільній групі.
- Неелементарні гіперболічні групи не є простими в дуже сильному сенсі: якщо група {\displaystyle G} — неелементарна гіперболічна, то існує нескінченна підгрупа {\displaystyle H\triangleleft G} така, що {\displaystyle H} і {\displaystyle G/H} є нескінченними.
- Невідомо чи існують гіперболічні групи, які не є залишково скінченними.

### Геометричні властивості
- Неелементарні (нескінченні і не майже циклічні) гіперболічні групи мають завжди експоненційну швидкість зростання (це наслідок альтернативи Тітса).
- Гіперболічні групи задовольняють лінійну ізопериметричну нерівність.[6]

### Гомологічні властивості
- Гіперболічні групи є завжди скінченно представленими. У дійсності, можна явно побудувати комплекс комплекс Ріпа[en], який є стяжним і на який група діє геометрично[7], тому це комплекс типу {\displaystyle F_{\infty }}[en]. Якщо група є беззакрутовою і з вільною дією, то це показує, що група має скінченну когомологічну розмірність.
- У 2002, І. Мінеєв довів, що гіперболічні групи — це в точності ті скінченно породженні групи, для яких відображення порівняння між обмеженою когомологією та звичайною когомологією є сюр'єктивним для всіх степенів або еквівалентно для степеня 2.[8]

### Алгоритмічні властивості
- Гіперболічні групи мають розв'язну проблему еквівалентності[en]. Вони бувають двоавтоматичними[en] та автоматичними[en].[9] Насправді, вони є сильно геодезично автоматичні[en], тобто на групі є автоматична структура, де мова прийнята акцептором слів, є сукупністю всіх геодезичних слів.
- У 2010 році було показано, що гіперболічні групи мають алгоритмічно розв'язну проблему маркованого ізоморфізму.[10] Слід відмітити, що це означає, що проблема ізоморфізму, проблеми орбіти (зокрема проблема спряженості) і проблема Уайтхеда є алгоритмічно розв'язними.
- Каннон і Свенсон показали, що гіперболічні групи з 2-сферою на нескінченності мають природне правило підрозділення[en].[11] Це пов'язано з гіпотезою Кеннона[en].

## Узагальнення

### Відносно гіперболічні групи
Основна стаття: Відносно гіперболічні групи
Відносно гіперболічні групи — це клас узагальнених гіперболічних груп. Грубо кажучи, група {\displaystyle G} є гіперболічною відносно набору підгруп {\displaystyle {\mathcal {G}}}, якщо вона допускає (не обов'язково кокомпактну) цілком розривну дію на власному гіперболічному просторі {\displaystyle X}, який є гарним на межі простору {\displaystyle X} і таким, що стабілізатори в групі {\displaystyle G} в точках на межі є підгрупами {\displaystyle {\mathcal {G}}}. Це є цікавим, якщо простір {\displaystyle X} і дія групи {\displaystyle G} на просторі {\displaystyle X} не є елементарними (зокрема, якщо {\displaystyle X} — нескінченний простір: наприклад, будь-яка група є гіперболічною відносно самої себе через її дію на одну точку!).
Цікавими прикладами у цьому класі є, зокрема, нерівномірні ґратки на напівпростих групах Лі рангу 1, наприклад, фундаментальні групи некомпактних гіперболічних многовидів скінченного об'єму. Прикладами не будуть ґратки на групах Лі вищого рангу та групах класів відображень.

### Ациліндрично гіперболічні групи
Ще більш загальним є поняття ациліндрично гіперболічної групи. Ациліндричність дії групи {\displaystyle G} на метричному просторі {\displaystyle X} є послабненням цілком розривної дії.
Група називається ациліндрично гіперболічною, якщо вона допускає неелементарну ациліндричну дію на (не обов'язково власний) гіперболічний простір Громова. Це поняття включає відображення груп класів через їхні дії на комплекси кривих. Ґратки на групах Лі вищого рангу (все ще!) не є ациліндрично гіперболічними.

### CAT(0) групи
В іншому напрямку можна послабити припущення про кривину у вище наведених прикладах: група CAT(0) — це група, яка допускає геометричну дію на просторі CAT(0). Це включає евклідові кристалографічні групи та однорідні ґратки на групах Лі вищого рангу.
Невідомо чи існує гіперболічна група, яка не є CAT(0) групою.